# Taw (lettera)
| fenicio                          | siriaco                          | ebraico                          | arabo |
| -------------------------------- | -------------------------------- | -------------------------------- | ----- |
| Beth                             | ܬ                                | ת                                | ﺗ,ﺕ   |
| Fonema                           | Fonema                           | Fonema                           | t     |
| Posizione nell'alfabeto          | Posizione nell'alfabeto          | Posizione nell'alfabeto          | 22    |
| Valore numerico (Gematria/Abjad) | Valore numerico (Gematria/Abjad) | Valore numerico (Gematria/Abjad) | 400   |

Taw o Tav o Tau è la ventiduesima e ultima lettera della maggior parte degli alfabeti semitici, come il fenicio, l'arameo, il siriaco, l'ebraico  e l'arabo.

## Storia
La lettera Taw deriverebbe dal geroglifico a forma di X con cui gli egiziani indicavano i segni di conteggio.
| Z9 |

| Z9 |

La lettera fenicia è all'origine del Τ, τ dell'alfabeto greco, della T dell'alfabeto latino e della Т cirillica.
Il suo valore fonetico è, a seconda del contesto, una t.